# Scinax x-signatus
Scinax x-signatus är en groddjursart som först beskrevs av Johann Baptist von Spix 1824.  Scinax x-signatus ingår i släktet Scinax och familjen lövgrodor. IUCN kategoriserar arten globalt som livskraftig. Inga underarter finns listade i Catalogue of Life.